# Talk 'N Text Tropang Texters
De Talk 'N Text Tropang Texters zijn een Filipijns basketbalteam uit de Philippine Basketball Association (PBA). Het team was in eerste instantie eigendom van Pepsi Philippines en nam vanaf 1990 onder de namen 'Pepsi Hotshots', '7-Up Bottlers' en 'Pepsi Mega Bottlers' deel aan de PBA. In 1996 werd het team opgekocht door het telecommunicatiebedrijf Pilipino Telephone Corporation (Philtel). Nadien stond het bekend onder de namen 'Mobiline Cellulars', 'Mobiline Phone Pals' en 'Talk 'N Text Phone Pals'. Sinds 2008 draagt het team 'Talk 'N Text Tropang Texters'. 
Het team won in totaal vijf kampioenschappen in de PBA. Al deze kampioenschappen werden gewonnen in de periode van Philtel. De eerste titel was de All-Filipino Cup in 2003. Later werd dit kampioenschap dat inmiddels was hernoemd naar Philippine Cup, nog drie maal gewonnen in de seizoenen 2008/09, 2010/11 en 2011/12. In het seizoen 2010/11 won het team bovendien de Commissioner's Cup.